# Jean-Pierre Bouvier (acteur)
 (juillet 2023).
Pour les articles homonymes, voir Jean-Pierre Bouvier et Bouvier.
Jean-Pierre Bouvier est un acteur français, né le 30 novembre 1948.

## Biographie
Jean-Pierre Bouvier est un ancien élève du Conservatoire national supérieur d'art dramatique, d'où il est sorti en 1975.
Il est aussi le père de l'actrice Anne Bouvier.

## Théâtre

### Comédien
- 1969 : La Promenade du dimanche de Georges Michel, mise en scène de l'auteur, Festivals d'été
- 1971 : La Bande à Bonnot de Henri-François Rey, mise en scène Pierre Vielhescaze, Théâtre de l'Ouest parisien
- 1973 : Le Lion en hiver de James Goldman, mise en scène Pierre Franck, Théâtre de l'Œuvre, Théâtre des Célestins
- 1975 : Lorenzaccio de Alfred de Musset, mise en scène et interprétation au Conservatoire national supérieur d'art dramatique de Paris

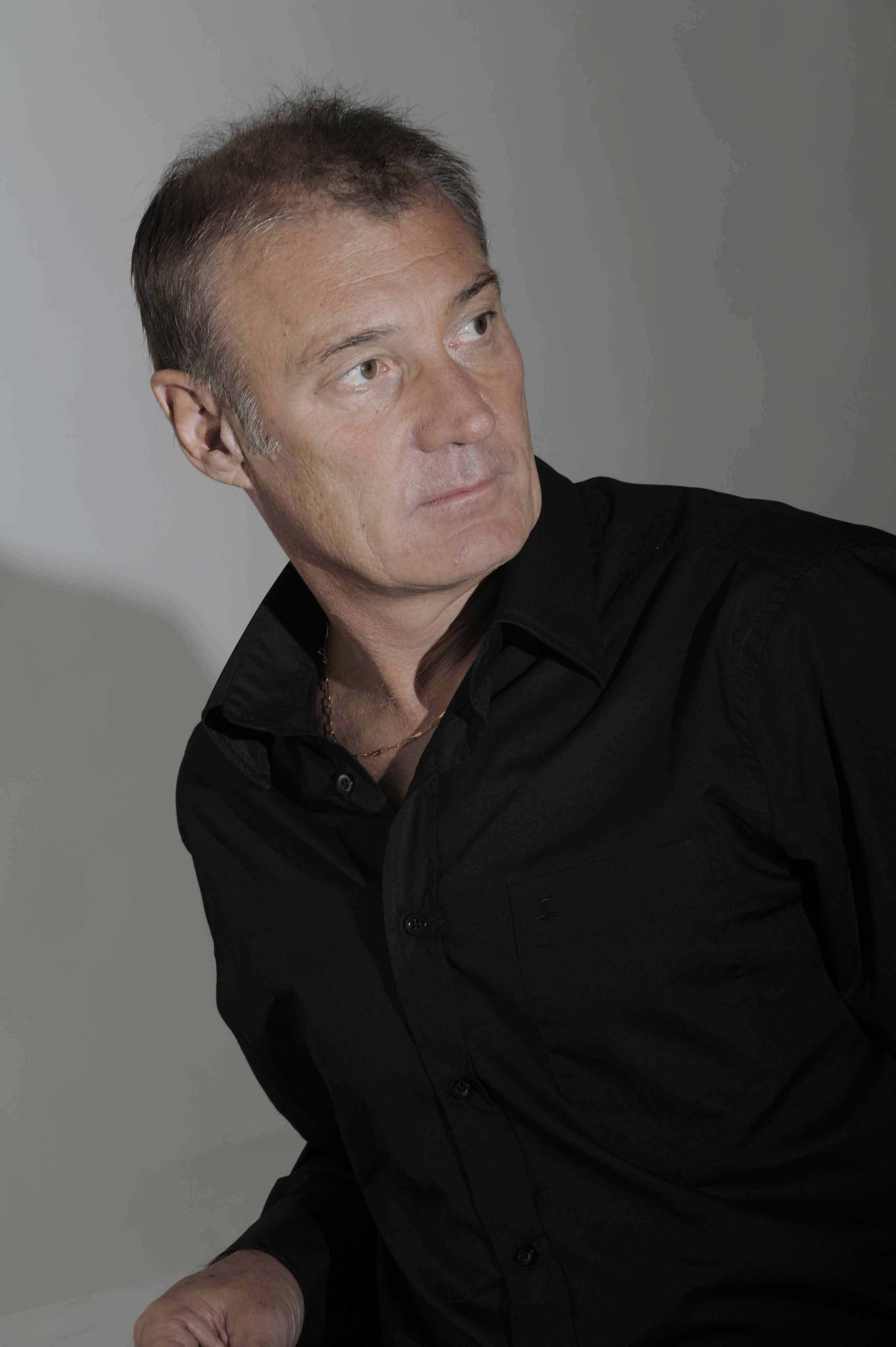
Jean-Pierre Bouvier en 2008

1975 : Cofondateur du Festival des Nuits de la Mayenne.
- 1975-1976 : Lorenzaccio de Alfred de Musset. Espace Cardin, Athénée, Festival d'Avignon, Tournée à l'étranger
- 1975 : Turcaret d'Alain-René Lesage, Mise en scène Serge Peyrat, Théâtre de la Ville
- 1978 : Le Tout pour le tout de Françoise Dorin, Mise en scène Raymond Gérôme, Théâtre du Palais-Royal
- 1980 : Le Soulier de satin de Paul Claudel. Version intégrale. Rôle Rodrigue les quatre journées. Mise en scène : Jean-Louis Barrault
- 1982 : Chéri de Colette, Prix Gérard Philipe, Mise en scène : Jean-Laurent Cochet, Théâtre des Variétés
- 1983 : Chéri de Colette, Mise en scène Jean-Laurent Cochet, Théâtre des Célestins
- 1984-1987 : Direction du Festival de Sète
- 1984, 1985, 1986 : Ruy Blas de Victor Hugo, Tournée en France, Festival de Sète, Vaison-la-Romaine, Carcassonne, Jardin des Tuileries
- 1985 : Henri IV de Luigi Pirandello, Mise en scène Jean-Pierre Bouvier, Théâtre Montparnasse
- 1986 : La Gagne de Michel Frémaud. Théâtre de la Gaité-Montparnasse
- 1988 : Good de Cecil P. Taylor, Mise en scène Jean-Pierre Bouvier
- 1988 : Nicomède de Corneille, Mise en scène Françoise Seigner, Comédie-Française, salle Richelieu
- 1989 : Un bon patriote ? de John Osborne, mise en scène Jean-Paul Lucet, Théâtre national de l'Odéon
- 1993 : Promenons-nous dans les bois de Lee Blessing avec Raymond Gérôme. Mise en scène : Jean-Pierre Bouvier et Raymond Gérôme, Théâtre Montansier, Versailles.
- 1993-1995 : Nomination Conseiller pédagogique et enseignant à l'ENSATT, rue Blanche.
- 1999 : Le Neveu de Rameau de Diderot, Mise en scène : Jean-Paul Lucet, Théâtre des Célestins
- 1999 : Cyrano de Bergerac de Edmond Rostand, Théâtre des Célestins
- 2001 : Le Jardin des apparences de Véronique Olmi, Mise en scène : Gildas Bourdet, Théâtre National de Marseille - La Criée, Théâtre Hébertot en 2002
- 2004 : Compartiment séducteur de Jean-Philippe Arrou-Vignod, Mise en scène : Jean-Pierre Bouvier, seul en scène, Théâtre du Palais-Royal
- 2004 : Devinez Qui ? Dix petits nègres d'Agatha Christie, Mise en scène : Bernard Murat, Théâtre du Palais-Royal
- 2008 : Mobile home de Sylvain Rougerie, Mise en scène : Anne Bourgeois
- 2009 : Charlotte Corday de Daniel Colas, Mise en scène de l'auteur, Théâtre des Mathurins
- 2010 : Compartiment séducteur de Jean-Philippe Arrou-Vignod, Mise en scène : Jean-Pierre Bouvier, seul en scène
- 2010 : La Dame au petit chien de Anton Tchekhov, Mise en scène : Anne Bouvier, Théâtre de la Huchette Festival d'Avignon.
- 2011 : Création lumières de Même si tu m'aimes de Vincent Juillet et Mélissa Drigeard. Mise en scène : Julien Boisselier
- 2012 : Démocratie de Michael Frayn, Mise en scène : Jean-Claude Idée, Théâtre 14 à Paris et Théâtre Jean Vilar
- 2010 - 2013 - 2014 : Un tango en bord de mer de Philippe Besson, Mise en scène : Patrice Kerbrat, Théâtre Jean Vilar, Louvain la neuve, Festival de SPA, Théâtre 14
- 2015 : Le Père de Florian Zeller, mise en scène Ladislas Chollat, Comédie des Champs-Élysées
- 2015 : Un tango en bord de mer de Philippe Besson, Mise en scène Patrice Kerbrat , Théâtre de Poche Montparnasse
- 2016 : La Version Browning de Terence Rattigan, mise en scène Patrice Kerbrat, Théâtre de Poche Montparnasse (nomination Molière 2017 meilleur acteur théâtre privé)
- 2017 : Sur la route de Madison d'après Robert James Waller, mise en scène Anne Bouvier, Théâtre du Chêne noir, Festival Off d'Avignon
- 2018 - 2019 : Un Picasso de Jeffrey Hatcher, mise en scène Anne Bouvier, Studio Hébertot
- 2019 :  Monnet-Clemenceau, Les Nymphéas. Musée de l'Orangerie. Lecture concert.
- 2019 : Un Picasso de Jeffrey Hatcher, mise en scène Anne Bouvier, Théâtre du Chêne noir (festival off d'Avignon)
- 2019 : Molière Guitry la rencontre de Danielle Mathieu-Bouillon, avec Nicolas Vaude. Direction artistique Anne Bouvier. Bibliothèque Rue Pavée. Régie théâtrale.
- 2021: Amour Amère de Neil Labute Festival Phenix, Festival d'Avignon off 2021 (Prix du meilleur comédien) Théâtre La Bruyère.
- 2021: La folie Maupassant de Gérard Savoisien. Festival d'Avignon off 2021. Mise en scène Anne Bourgeois.
- 2023 : Un Picasso de Jeffrey Hatcher, mise en scène Anne Bouvier, festival off d'Avignon
- 2024 : Mr et Mme Dieu de Jeff Baron. Festival d’Avignon. Chien qui fume
- 2024 : le livre oublié de Jean-Philippe Arrou-Vignod . Gaité Montparnasse, théâtre le quai à Troyes et Festival de Montreuil Bellay. Mise en scène JP Bouvier
- 2024 : Katte de Jean-Marie Besset. Festival de Limoux. Mes Anne Bouvier.
- 2024 : MAUPASSANT Inside de Gérard Savoisien avec Vanessa Cailhol. Mes Anne Bourgeois. Théâtre de l’Archipel et Gémeaux Parisiens.
- 2024: Le livre oublié de Jean-Philippe Arrou-Vignod ( ex Compartiment Seducteur) FESTIVAL SEUL EN SCÈNE aux Gémeaux Parisiens

### Metteur en scène
- 1975 : Lorenzaccio de Musset (Conservatoire de Paris, Festival d'Avignon, Nuits de la Mayenne, Enregistrement pour la Une, Athénée Louis Jouvet. Plus de 400 représentations)
- 1977 : Ruy Blas de Victor Hugo (sous Chapiteau au Jardin des Tuileries, Paris), Création du Théâtre d'Action Populaire. Tournée - Festivals France - Étranger : 450 représentations
- 1978 : Tout simplement de Jean-Pierre Bacri au Théâtre du Tourtour, Festival de Sarlat
- 1981 : Le Grain de sable de Jean-Pierre Bacri, Théâtre des Mathurins
- 1979 : Ceux qui font les clowns de Michael Stewart, Espace Pierre Cardin
- 1984 : Henri IV de Luigi Pirandello, Festival de Sète, Théâtre Montparnasse
- 1984 : Don Quichotte de Miguel de Cervantes, Festival de Sète
- 1985-1987 : L'enfance du Cid de Guilhem de Castro, Festival de Sète
- 1986 : Don Juan de Molière, Festival de Sète
- 1987 : Le Chariot d'Elseneur de Michael Stewart, Comédie musicale. Livret : Christine Bouvier et Michel Morizot. Festival de Sète
- 1988 : Good de Cecil P. Taylor
- 1989-1990 : Se trouver de Luigi Pirandello, KNS d'Anvers. Spectacle en langue flamande
- 1991 : Don Quichotte de Cervantès, Adaptation d'Yves Jamiaque. KNS d'Anvers. Spectacle en langue flamande
- 1991 : Le Blues de Rimbaud, Spectacle musical d'Alain Laugénie, Arrangements : Ray Lema. Centre Culturel d'Orly
- 1993-1994 : Révolutions-révolutions de Jean Anouilh (d'après "La belle vie"), KNS d'Anvers (Convention Européenne Théâtrale). Spectacle en langue flamande
- 2004 - 2011 : Compartiment séducteur de Jean-Philippe Arrou-Vignod, Théâtre Mouffetard, Festival d'Avignon, Festival de Carpentras. Tournée en France par ACTE2, Théâtre du Palais-Royal, Tournée ambassades en Géorgie - Version surtitrée. Festival de Kusadasi (Turquie), Théâtre de la Huchette. Festival de Spa. Louvain la neuve. Plus de 250 représentations.
- 2012 : La Dame au petit chien de Tchekhov, Version théâtrale : Claude Merle. Direction d'acteurs et création lumières. Fakkel Theater d'Anvers. Spectacle en langue flamande
- 2020 : Amour Amère de Neil LaBute, Avant-première à la Comédie Bastille pour le Festival d'Avignon 2020.

## Filmographie sélective
- 1974 : Schulmeister, espion de l'empereur (série télévisée) Épisode Avant les cent jours : De Blanzy
- 1977 : Au théâtre ce soir : Caterina de Félicien Marceau, Mise en scène : René Clermont, Réalisation : Pierre Sabbagh, Théâtre Marigny : Lorenzo
- 1977 : Goodbye, Emmanuelle (Emmanuelle 3) de François Leterrier : Grégory
- 1978 : Le Petit théâtre d'Antenne 2 : Le Cheval arabe de Julien Luchaire, Réalisation : Antoine-Léonard Maestrati : Richard
- 1979 : La Belle vie de Jean Anouilh réalisé par Lazare Iglesis : Hans de Valançay
- 1979 : Subversion de Stanislav Stanojevic : Claude
- 1980 : Le Fourbe de Séville (TV) : Don Juan
- 1980 : Au théâtre ce soir : Ne quittez pas de Marc-Gilbert Sauvajon & Guy Bolton, Mise en scène Max Fournel, Réalisation Pierre Sabbagh, Théâtre Marigny : Paul
- 1980 : Les Liaisons dangereuses (TV) : Vicomte de Valmont
- 1980 : L'Aéropostale, courrier du ciel (Mini série télévisée) de Gilles Grangier : Jean Mermoz
- 1981 : Au théâtre ce soir : Trésor de Jean Marsan d'après Roger Mac Dougal, Mise en scène : Jean-Pierre Bouvier, Réalisation : Pierre Sabbagh, Théâtre Marigny : Antoine
- 1981 : La Nouvelle malle des Indes (Wettlauf nach Bombay) (Feuilleton) de Christian-Jaque (7 épisodes) : Martial de Sassenage
- 1981 : Le Tout pour le tout (TV) de Jacques Brialy : David Craig
- 1982 : Au théâtre ce soir : Histoire de rire d'Armand Salacrou, Mise en scène : Jean-Laurent Cochet, Réalisation : Pierre Sabbagh, Théâtre Marigny : Jean-Louis
- 1982 : Le Soulier de satin de Paul Claudel. Mise en scène Jean-Louis Barrault, filmé par Alexandre Tarta : Don Rodrigue
- 1983 : Orphée (TV) d'après Jean Cocteau, de Claude Santelli : Orphée
- 1984 : Emmenez-moi au théâtre : Chéri de Colette, Mise en scène : Jean-Laurent Cochet, Réalisation : Yves-André Hubert : Chéri
- 1984 : La Jeune femme en vert (TV) de Lazare Iglesis : François
- 1984 : Les Fausses confidences de Daniel Moosmann : Dorante
- 1985 : Au théâtre ce soir : La Vie sentimentale de Louis Velle, Mise en scène : Maurice Ducasse, Réalisation : Pierre Sabbagh, Théâtre Marigny : François
- 1985 : Abandons de Pierre-Jean de San Bartolomé (court-métrage) :
- 1985-1986 : Les Colonnes du ciel (Mini série télévisée) de Gabriel Axel : Bisontin
- 1986 : L'Ami Maupassant (série télévisée) Épisode L'Enfant de Claude Santelli : Jacques
- 1986 : 831, Voyage incertain de Jean-Louis Lignerat : Sergent Karl
- 1986 : L'Été 36 (TV) d'Yves Robert : Gabin
- 1988 : Haute tension (série télévisée) Épisode Le Visage du passé de Patrick Dromgoole : Manu
- 1988-1989 : Euroflics (série télévisée) Épisodes Rapt à Paris et La Bourse ou la vie de Roger Pigaut : Marc Laroche
- 1989 : Les Nuits révolutionnaires (Mini série télévisée) de Charles Brabant : L'amant
- 1989 : La Danse du scorpion (TV) de Josée Dayan : Charles Martin
- 1989 : Bonne Espérance (série télévisée) de Pierre Lary et Philippe Monnier (9 épisodes) : Jacques Beauvilliers
- 1989 : L'Ingénieur aimait trop les chiffres (TV) de Michel Favart : Roger Belliard
- 1990 : Les Deux font la loi (série télévisée) Épisode The Heart of Adventure de Brad Turner : Luke Mercier
- 1990 : Baie des Anges connection (TV) de Patrick Jamain : Paul Brandon
- 1991 : Le Pilote du Rio verde (Mini série télévisée) de Patrick Jamain, Jean-Louis Daniel et Duccio Tessari (4 x 1h30) : le pilote Beauchamp
- 1992 : La Cavalière (TV) de Philippe Monnier (2 x 1h30) : Simon Delaune
- 1992 : Navarro (série télévisée) Épisode Le Collectionneur de Patrick Jamain : Berville
- 1992 : Vieille canaille  Claude Attias
- 1993 : C'est mon histoire (série télévisée) Épisode De père inconnu de Pierre Joassin : Lantier
- 1993 : Les Grandes Marées (série télévisée) de Jean Sagols (8 épisodes) : Yvan Fournier
- 1993 : Ma saison préférée d'André Téchiné : Bruno
- 1994 : Les Yeux d'Hélène (Série télévisée) de Jean Sagols (9 épisodes) : Dominique et Frédéric Volvani
- 1994 : Un jour avant l'aube (TV) de Jacques Ertaud : Capitaine Jean Roche de Boisvilliers
- 1995 : Quai n°1 (série télévisée) Épisode Le Cahier de Jeanne : Pierre Barthélémy
- 1996 : Navarro (série télévisée) Épisode La Trahison de Ginou de Patrick Jamain : Tony Roche
- 1998 : Un homme de cœur (TV) de Paul Planchon :
- 1998 : Les Marmottes (MIni série télévisée) de Jean-Denis Robert et Daniel Vigne, 4 x 1h30 : Simon
- 1998 : Helicops (série télévisée) Épisode Babels Untergang : Paul Caitano
- 1998 : Venise est une femme (TV) de Jean-Pierre Vergne : Philippe Beaujeu
- 1999 : Les Cordier, juge et flic (série télévisée) Épisode Née en prison de Paul Planchon : Clark
- 2000 : Sandra et les siens (TV) de Paul Planchon 2 x 1h30 : Borotra
- 2003 : Par amour d'Alain Tasma (TV) : Pierre
- 2003 : Le Divorce de James Ivory : Inspecteur de police
- 2004 : Zodiaque (Feuilleton télévisé) de Claude-Michel Rome 6 x 1h30 : Pierre Saint-André
- 2005 : Navarro (série télévisée) Épisode Ainsi soit-il de Patrick Jamain : Père Georges
- 2005 : Les Bœuf-carottes (série télévisée) Épisode Parmi l'élite de Josée Dayan : Egmann
- 2006 : Le Maître du Zodiaque (Feuilleton télévisé) de Claude-Michel Rome (4 épisodes) : Pierre Saint-André
- 2006 : Le Proc (série télévisée) Épisode Le Témoin de Jean-Marc Seban : Michel Storavski
- 2006 : Femmes de loi (série télévisée) Épisode Dette de sang de Sylvie Ayme : Francis Gleizes
- 2006 : Sauveur Giordano (série télévisée) Épisode Aspirant officier : Étienne Barrière
- 2007 : Diane, femme flic (série télévisée) Épisode Bourreau de travail de Jean-Marc Seban : Bertrand Maze
- 2009 - 2010 : Camping Paradis (série télévisée) (3 épisodes) : Clément
- 2009 : Mourir d'aimer (TV) de Josée Dayan : Marc Delorme
- 2012 : Julie Lescaut (série télévisée) Épisode Les Disparus d'Alain Choquart : Didier Kellman
- 2013 : Joséphine, ange gardien de Jean-Marc Seban (série télévisée) Épisode Restons zen ! : Professeur Alain Richepin
- 2014 : Crime en Aveyron (TV) de Claude-Michel Rome : Étienne Olié
- 2015 : El Capitan (série télévisée) créé par José Manuel Lorenzo (7 épisodes) : Cardinal de Richelieu
- 2017 : Joséphine ange gardien : Un mariage parfait de Philippe Proteau.
- 2019 : Capitaine Marleau : Pace e salute, Marleau ! de Josée Dayan
- 2020 : Profilage (série télévisée)

## Doublage

### Cinéma

#### Films
- 1984 : La Rivière : Tom Garvey (Mel Gibson)
- 1984 : Falling in Love :  Frank Raftis (Robert De Niro)
- 1984 : Starman : Mark Shermin (Charles Martin Smith)
- 1984 : La Route des Indes : Dr Aziz H. Ahmed (Victor Banerjee)
- 1993 : Snake Eyes : Francis Burns (James Russo)
- 1995 : Jefferson à Paris : Thomas Jefferson (Nick Nolte)
- 2019 : Le Mans 66 : Henry Ford II (Tracy Letts)

## Distinctions

### Récompense
- 1981 : Lauréat du Prix Gérard-Philipe pour Chéri de Colette aux côtés de Michèle Morgan

### Décoration
- 1989 : Chevalier de l'ordre des Arts et des Lettres

### Nominations
- 1989 : Nomination metteur en scène français affilié à la Convention européenne théâtrale (présidence Yvonne Lex, KNS Anvers)
- 1993 : Nomination Conseiller pédagogique à L'ENSSATT (ex École nationale de la Rue Blanche)
- 1997 : Nomination Enseignant à l'École libre du cinéma français.
- 2017 : Nomination au  Molière du comédien dans un spectacle de théâtre privé pour La Version de Browning de Terence Rattigan
- 2021: Prix du meilleur comédien Festival d'Avignon off 2021 pour Amour Amère de Neil Labute